# Иван Похитонов
Иван Павлович Похитонов (на руски: Ива̀н Па̀влович Похито̀нов) е украинско-руско-френско-белгийски художник, пейзажист, миниатюрист, член на Обществото на передвижниците.

## Биография
Иван Павлович Похитонов е роден на 27 януари/8 февруари 1850 г. в село Мартьоновка, Херсонска губерния, днес в Украйна. Израства в семейството на земевладелци. Майка му е сръбкиня, а баща му Павел Похитонов – малоруснак, в чиито жили тече и малко циганска кръв. Бащата е пенсиониран артилерийски офицер, потомък на фамилия запорожки казаци, получила благородническа титла при Екатерина II.
По настояване на родителите си постъпва в Полтавския кадетски корпус, но скоро го напуска. След като завършва гимназията в Николаев през 1868 г., става студент в Петровско-Разумовската земеделска и горска академия в Москва (сега Московска селскостопанска академия). На следващата година е изключен заради участие в кръга „Народна воля“ и е изпратен в Матрьоновка под полицейски надзор. Точно тогава Похитонов, успоредно със задълженията му в имението, четенето и лова, започва да рисува и експериментите му са с високо качество – пейзажа „В степта през пролетта. Матрьоновка“ (1869). През 1870 – 1871 г. учи зоология и орнитология в Одеския новоросийски университет при Иля Мечников. Възникналото между тях приятелство продължава до края на живота на известния руски учен.
Още в Одеса той се занимава с рисуване достатъчно сериозно, макар и самостоятелно, без професионални наставници и подготовка. Внимателно изучава техниката на иконописците от 14 – 15 век и рисува пейзажи и портрети върху малки дъски, грундирани с мастикс. През 1871 г. идва първият му скромен успех. По време на пътуване в чужбина с майка си и болната си сестра, Похитонов излага няколко от произведенията си в Женева и те са закупени веднага.
След като напуска университета и след завръщането си от Женева, известно време служи като касиер в одеския клон на държавната банка, докато по настояване на родителите си не става управител в имението им Матрьоновка близо до Елисаветград. Така в продължение на няколко години Похитонов води живота на обикновен земевладелец, но това истински го отегчава. Постепенно в съзнанието му узрява решението да емигрира в чужбина, за да се занимава професионално с рисуване. Сериозен тласък за това решение му дава одеският художник Афанасий Розмарицин, който оценява таланта на младия художник и го съветва да замине да се учи в Париж. Тъй като здравето му не е добро, през 1876 г. баща му го изпраща в Италия, за да се забавлява. Иван Павлович посещава Милано, Венеция, Флоренция и през декември пристига в Париж. Тук се проявява неговата инстинктивна склонност към бохемския живот. Средствата на младия мъж бързо се топят и му се налага да търси препитание. Неуспешно се опитва да си намери работа и живее бедно, продавайки от време на време по някоя картина на сънародници, установили се в Париж. През март 1876 г. той участва за първи път в изложба, където показва един портрет, пейзаж и глава на куче. Началото на популярността на Похитонов започва с похвалата на Ернест Мейсоние, водещ френски миниатюрист, който е голям авторитет за времето си.
Особено творческо значение изиграва дългогодишната му дружба с Алексей Боголюбов, при когото се обучава в Париж. Изучава живописта на художниците от Барбизонската школа, особено на Камий Коро, един от главните нейни представители. От работата му се възхищават художници, работещи в различни стилове в живописта – реалистът Жул Бастиен-Лепаж, символистът Гюстав Моро, близкият до импресионистите Еужен Кариер, който дори дава възможност на Похитонов да ползва неговото ателие.
През годините младият художник се сприятелява с френските живописци Анри Арпини, Жул Дюпре, Гюстав Моро, Ернест Мейсоние, които високо оценяват картините му. През живота си работи в различни европейски страни – Франция, Италия, Белгия, Русия, Беларус, Украйна.
Постоянно рисува пейзажи в южната част на Франция, в Биариц, Байон, Мантон, По, в околностите на Париж, в Мьодон и други. Получава над 20 предложения за сътрудничество от френски търговци на картини, но през 1882 г. сключва договор с Жорж Пти, който получава монополни права върху работите му. Съгласно договора, независимо какво е нарисувал, художникът получава по 1000 франка на месец, както и 65% от официалната цена на продадените картини. По-късно сключва договори и с други търговци.
В Париж се среща с феминистката Матилд Вулферт, която става първата му съпруга, но след 10 години бракът им се разпада. По-нататъшният личен живот на художника е свързан с Евгения Вулферт, по-малката сестра на Матилд. Негов внук е италиано-френският диригент Игор Маркевич.
От 1890 г. художникът започва редовно да участва в изложбите на передвижниците и в други столични изложби. Картини на Похитонов са показани още на първата изложба на Дружеството на южноруските художници през 1890 г. и продължават да се появяват на изложбите на съюза до 1902 г. През 1903 г. той участва в изложба на Южноруското музикално и драматично дружество „Далницкая“. През 1910 г., като част от група южноруски художници, излага творби на Художествено и индустриално изложение в Александровския парк.
През 1893 г. заминава за Белгия, на гости на сестра си Анастасия и съпруга ѝ, народноволецът Иван Лазаревич, избягал от сибирска каторга. Похитонов решава да се премести в Жупил, предградие на Лиеж, но продължава да участва във френския художествен живот. Живее на тихата улица „Тру-Лует“, която увековечава в много картини. Художникът често изобразява любимата околност на Лиеж и живописните брегове на река Маас. Дълго време работи и на живописния морски бряг на Белгия – в курортния град Де Пане. Мотивите на неговите творби са прости и с течение на времето стават все по-лаконични в композиционно отношение. Много от тях са рисувани недалеч от дома му или в собствената му градина. В средата на 1890-те Павел Третяков пристига в Лиеж, за да се срещне с Похитонов. Тънък познавач на пейзажа, Третяков оценява значението на творчеството на художника и купува 23 от неговите творби. Похитонов ги продава на Третяков на много по-ниска цена, отколкото обикновено струват във Франция.
През 1901 г. придобива имението Жабовшчина в Минска губерния, Беларус и живее в него няколко години. През 1913 г. претърпяно тежко заболяване го кара да замине за Санкт Петербург, където посреща началото на Първата световна война. През 1915 г. показва четиринадесет творби на изложба на передвижниците – етюди, рисунки и ескизи. На следващата година участва в тяхна изложба с осем свои работи, които отново са приети с възхищение. През 1917 г. заминава за Кубан, а две години по-късно, по обиколни маршрути, се завръща в Белгия. Въпреки възрастта и претърпените изпитания, творческият потенциал на Похитонов е в разгара си. През 1922 г. в Лиеж, а през следващата година и в Антверпен, се провеждат негови персонални изложби, на които той излага и нови творби. По това време художникът работи много в камерните жанрове на портрета и натюрморта, често изобразява вечерни, здрачни мотиви, предава състояния на мълчание и концентрирана замисленост.
Последните си години художникът прекарва в Брюксел, където и умира на 12 декември 1923 г. По негово желание е погребан в Брес, близо до Лиеж, до гроба на майка му.

## Творчество
Животът и творческото наследство на Иван Павлович Похитонов и до днес остават малко проучени. Произведенията му са разпръснати в частни колекции на различни континенти и страни, включително Австралия, Северна и Южна Америка и не всички са известни на специалистите. В Русия той дълго не е споменаван, тъй като е „художник-емигрант“. Само веднъж, през 1962 г., Третяковската галерия организира негова персонална изложба. Освен това част от архива му е унищожена по време на Втората световна война, а останалата част е недостъпна.
Похитонов работи главно като миниатюрист, използвайки живописна техника, популярна в Европа през втората половина на 19 век. Рисува главно пейзажи, но също натюрморти, портрети и жанрови сцени. Използва много тънки четки, рибни кости и скалпели и работи въоръжен с лупа и специални очила. Често рисува върху дървени дъсчици, като предпочита махагон, вишнево или лимоново дърво. Подготвя ги продължително време и много внимателно. Започвайки работа, нанася плътен бял или цветен грунд, който оставя да изсъхне и после го полира. След това върху тази гладка повърхност нанася първоначална, достатъчно текстурирана подмазка, оставя слоят боя отново да изсъхне, шлайфа и започва да рисува. В края на работата той отново полира с рибена кост, и изглаждайки случайните неравности, постига гладкост и блясък. Цветовете на тези пейзажи все още блестят като емайл.
Способността на художника да пресъздава реалността в миниатюрни картини е уникална. Умението му да предава и най-малките детайли и да вмества пространството и поетичното съдържание в „лилипутското“ поле на работата си е впечатляващо. Тези качества на таланта му са високо оценени от френските художници. Самият „крал на миниатюрата“ Ернест Мейсоние, след като се запознава с творбите на Похитонов, говори с възхищение за тях. В състезание между двамата за най-съвършена миниатюрна картина Похитонов печели.
Пейзажите на Похитонов са високо оценявани от големите руски художници от онова време – Иван Крамской, Иля Репин, Василий Поленов, Константин Савицки, Виктор Васнецов, Валентин Серов и други. Художникът не получава широка популярност в Русия, но във Франция е познат много добре. Французите се възхищават на хармонията и яснотата на пейзажите му и на виртуозната му техника – „Перачки“ (1890), „Сняг в По“ (1890-е), „Тру-Лует. Зима.“ (изглед от апартамента на художника) (1895) „През зимата. Жабовшчина. Беларус“ (1900-те). Редовно излага творбите си в Салона, а за степента на успеха му говори фактът, че парижките търговци се надпреварват да му предлагат договори при най-изгодни условия. Френските критици го сравняват с „малките холандци“. Оригиналността на Похитонов и липсата на прилики с други художници се дължи на това, че той успява да съчетае виртуозната техника на миниатюрната живопис с живото, пряко усещане за природата.
В произведението „Парижко предградие“ (1883) малкото парче картон с размери 10 х 11 см е превърнато в „прозорец“, през който се открива гледка към френската столица. Ясно се усеща мразовитостта на облачния ден, а клоните на дърветата в Монмартър са като прозрачни. Забелязват се особеностите на текстурата на каменните и тухлени стени и дори прозорците и комини на сградите в далечината са ясно видими. И в малко по-големия „Пейзаж с ловци“ (1881), ясно свързан с традициите на барбизонците, художникът забележително предава сумрачното осветление, движението на тъмни купести облаци и очертанията на куче, които се топят във вечерната мъгла. Групата ловци едва се вижда в сянката на дърветата в далечината.
През 1881 г., чрез Пти Похитонов получава поръчка от Александър III да изобрази на 9 дървени пана районите в България, където бъдещият цар е отсядал по време на Руско-турската война от 1877 – 1878 г. След смъртта на царя те украсяват апартаментите на вдовстващата императрица Мария Фьодоровна, която през 1917 г. се връща в Копенхаген и вероятно изнася картините със себе си. Оттогава следите им се губят и сегашното им местоположение е неизвестно. Въпреки че произведенията на Похитонов са почти непознати в Русия, през 1904 г, във връзка с тези творби, все пак получава официално признание у дома. Художествената академия го прави свой пълноправен член и му присъжда титлата художник-баталист, макар че баталните сцени не са характерни за него.
През 1882 г. рисува портрет на Иван Тургенев на площ от 15 х 12 см. През същата година е поканен да участва в изложба в галерията на Жорж Пти. Показва няколко картини, между които „Табун коне“, „Дървосекач“, „Момиче с бродерия“, за които получава висока оценка от критиката и колегите си. В пресата го наричат „Мейсоние на пейзажа“, възхваляват го „Тан“, „Ентранзижан“, „Куриер де л’ар“, „Фигаро“.
Създава редица прекрасни картини, изобразяващи известните парижки булеварди, но предпочита да работи в предградията и покрайнините. Избира предимно невзрачни мотиви – селски ниви и ливади със стада, реки, блата и равнини, които са привлекателни за него като ловец и рибар. Постоянният мотив на творчеството му са хората, живеещи в хармония с природата – селяни, работещи на полето и в градините, рибари, овчари, ловци, тихо промъкващи се през блатата или през покрита със сняг гора, влюбени, които се разхождат по пътека през ливадите, жени, деца. Те не нарушават поетичната хармония на пейзажа, а подобно на животните и растенията, органично се вписват в него. Въпреки малките размери на техните фигури, заемащи понякога буквално няколко квадратни милиметра, те изпъкват и се възприемат „сякаш са живи“.
Сред най-добрите произведения на художника е картината „За бекаси“, рисувана в Белгия върху дърво с размери 18,5 х 26,5 см. Тя се отличава с особената красота на нежните цветове на пролетна сутрин и светлата, призрачна далечина. Единствените две фигури са на ловеца и белия пойнтер, застинали във водата, отразяваща синьото небе. Друга въздействаща картина е „В градината“, която показва образа на млада жена в розова рокля, застанала до цветна леха край стара тухлена къща. От нея лъха на любов към красотата и преклонение към многообразния свят на тревите и цветята.
Понякога Похитонов създава и пейзажно-жанрови произведения. Такъв е един от шедьоврите му – картината „Перачки“ (1855), където перфектно са предадени златистите и нежнозелени цветове на селския пейзаж, леките бели облаци в синьото небе и особеностите на сградите, съдовете и дрехите.
Конструктивността, свободният стил на рисуване, удивителната вярност и яснота на тоналните и цветни взаимоотношения го правят „най-френския руски пейзажист“ – „Авеню Фош с изглед към Триумфалната арка“ (1878), „Ранна пролет. По.“ (1885), „Ла-Пан, плажът“ (1895), „Тру-Лует. Есенна вечер“ (1895), „Тру-Лует. Ранна пролет“ (1895), „Влизане в Ясная поляна“ (1905) и други. Една от най-добрите му работи е „Перачки при езерото. Жабовшчина“ (1900), нарисувана върху дърво с размери 15,5 х 23,7 см. Художникът е запечатал хубав майски ден в селото. Цялата композиция се възприема като сливане на хората с природата – образът на млада трева, нежно цъфналите дървета, плевнята, зад която се виждат полета и гора, обвити във въздушна мъгла. Погледът попада върху единствените фигури – две жени, приведени над синята вода и цветовете от женските дрехи, попили и събрали в себе си колорита на небето и земята.
Морските пейзажи, изпълнявани главно в Де Пане, са красиви и богати на живописно съдържание. Те пресъздават точно усещането за морското пространство, най-фините градации на непрекъснато променящите се цветове на небето над морето, ритъма на вълните, удрящи се в брега. Умело използвайки разнообразни техники за изграждане на слоя боя и специфичното релефно извайване на оцветената повърхност, художникът убедително изобразява плътността на водата, особеностите на структурата на крайбрежната растителност, скалите, пясъка и следите, които прибоят оставя върху брега при отлив. Впечатляващи са „Ла Пан. На края на плажа“, „Ла Пан. Морският бряг“ (34 х 9 см), „Ла Пан. Плажът“ (1895).
Снежните пейзажи заемат значително място сред произведенията на Похитонов. Художникът ги рисува в Белгия, Франция, Русия – „Разтопяване (Руска зима)“ (1900-те), „Път под снега“ (1900-те), „Имението“ (26 х 15 см), „Птичарник през зимата (Птичарник в Жупиле)“ (24 х 19 см), „Зимен ден“ (13 х 20 см), „Зима“ (20 х 18 см).
През лятото на 1905 г. Похитонов посещава имението на Лев Толстой в Ясна поляна. Той се запознава с произведенията му още във Франция и високо оценява не само художественото творчество, но и философските, социалните и морални възгледи на писателя. Прекарва там около две седмици и рисува много. Завършва седем картини с масло, сред които има както пейзажи, така и образи на писателя – на терасата на имението, до „дървото на бедните“, на алея сред брези, на балкона – „Лев Толстой при „дървото на бедните“ в Ясна поляна“ (11,5 х 8,8 см), „Портрет на Лев Толстой на терасата на имението“ (12 х 10 см). Творбите на Похитонов от Ясна поляна са изложени през 1911 г. на персонална изложба на художника и предизвикват възхищението на критици и художници. Впечатляващ е портретът на Толстой, където главата е с размер на малко грахово зърно и въпреки това образът е предаден с удивителна прилика.

## Памет
В Лиеж на името на Похитонов е кръстена улица.
- Ловци на патици в езерото (15 х 25 см) (1885)
- Зимен здрач в Украйна (24 х 36 см) (1890-те)
- Работа на полето 
(18 х 27 см)
- Новата къща в Жабовшчина (16 х 32) (1904)
- Жътва (1900 или 1910)
- Валонското село Жупил (20 х 26 см) (1912)